# Африканський кубок націй з пляжного футболу 2016
Африканський Кубок Націй з пляжного футболу 2016 - турнір з пляжного футболу, що пройшов в грудні 2016 року у місті Лагос, Нігерія для визначення кращої команди континенту та двох учасників Чемпіонату світу 2017 року, що пройде на Багамських островах. Турнір вперше проходив у Нігерії. До цього він проходив лише у двох країнах - ПАР та Марокко.

## Кваліфікація
Кваліфікація проходить в один раунд, що складається з двох матчів. Перші матчі були зіграні 26-28 серпня 2016, а матчі відповіді пройдуть 16-18 вересня 2016 року. 
| Команда 1  | Заг. | Команда 2   | 1-й матч | 2-й матч |
| ---------- | ---- | ----------- | -------- | -------- |
| Кабо-Верде |      | Сенегал     | 2-7      |          |
| Уганда     | –    | Єгипет      | –        | –        |
| Ліберія    | –    | Марокко     | –        | –        |
| Танзанія   |      | Кот-д'Івуар | 3-7      |          |
| Кенія      |      | Гана        | 3-10     |          |
| Мозамбік   |      | Мадагаскар  | 2-3      |          |
| Судан      | –    | Лівія       | –        | –        |

Команди, виділені курсивом, відмовилися від участі.

## Кваліфіковані команди
- Нігерія (господар)
- Єгипет
- Марокко
- Лівія
- Гана
- Кот-д'Івуар
- Мадагаскар
- Сенегал

## Груповий етап

### Група A
| # | Команда     | Ігор | Пер | П+ | П+ | Пор | +  | -  | +/- | Очок | Пр.                          |
| - | ----------- | ---- | --- | -- | -- | --- | -- | -- | --- | ---- | ---------------------------- |
| 1 | Нігерія     | 3    | 2   | 0  | 0  | 1   | 11 | 9  | +2  | 6    | Вихід до плей-оф             |
| 2 | Єгипет      | 3    | 2   | 0  | 0  | 1   | 11 | 9  | +12 | 6    | Вихід до плей-оф             |
| 3 | Кот-д'Івуар | 3    | 1   | 0  | 1  | 1   | 11 | 8  | +3  | 3    | Вихід до розподільчої стадії |
| 4 | Гана        | 3    | 0   | 0  | 0  | 3   | 7  | 14 | -7  | 0    | Вихід до розподільчої стадії |

### Група B
| # | Команда    | Ігор | Пер | П+ | П+ | Пор | +  | -  | +/- | Очок | Пр.                          |
| - | ---------- | ---- | --- | -- | -- | --- | -- | -- | --- | ---- | ---------------------------- |
| 1 | Сенегал    | 3    | 3   | 0  | 0  | 0   | 15 | 11 | +4  | 9    | Вихід до плей-оф             |
| 2 | Марокко    | 3    | 2   | 0  | 0  | 1   | 12 | 6  | +6  | 6    | Вихід до плей-оф             |
| 3 | Мадагаскар | 3    | 1   | 0  | 0  | 2   | 11 | 10 | +1  | 3    | Вихід до розподільчої стадії |
| 4 | Лівія      | 3    | 0   | 0  | 0  | 3   | 10 | 28 | -18 | 0    | Вихід до розподільчої стадії |

## Розподільча стадія
Лівія відмовилася від участі в розподільчій стадії. 

### Півфінали
| 17 грудня 2016 16:15 |

| Кот-д'Івуар | скасовано | Лівія |
| ----------- | --------- | ----- |
|             |           |       |

|  |

| 17 грудня 2016 17:30 |

| Гана | 4–8 | Мадагаскар |
| ---- | --- | ---------- |
|      |     |            |

|  |

### Матч за сьоме місце
| 18 грудня 2016 16:15 |

| Лівія | скасовано | Гана |
| ----- | --------- | ---- |
|       |           |      |

|  |

### Матч за п'яте місце
| 18 грудня 2016 17:30 |

| Кот-д'Івуар | 3–4 | Мадагаскар |
| ----------- | --- | ---------- |
|             |     |            |

|  |

## Плей-оф

### Півфінали
| 17 грудня 2016 18:45 |

| Єгипет | 2–5 | Сенегал |
| ------ | --- | ------- |
|        |     |         |

|  |

| 17 грудня 2016 20:00 |

| Нігерія | 6–1 | Марокко |
| ------- | --- | ------- |
|         |     |         |

|  |

### Матч за третє місце
| 18 грудня 2016 18:45 |

| Марокко | 1–4 | Єгипет |
| ------- | --- | ------ |
|         |     |        |

|  |

### Фінал
| 18 грудня 2016 17:30 |

| Нігерія | 4–8 | Сенегал |
| ------- | --- | ------- |
|         |     |         |

|  |